# Kaule (Neunkirchen-Seelscheid)
Kaule ist ein Ortsteil der Gemeinde Neunkirchen-Seelscheid im Rhein-Sieg-Kreis.

## Lage
Kaule liegt im Dreisbachtal im Bergischen Land. Nachbarorte sind Renzert im Westen, Hohn im Norden, Rehwiese im Osten und Schöneshof im Süden.

## Geschichte
Das Dorf gehörte bis 1969 zur  Gemeinde Neunkirchen.
1830 hatte der Weiler Kaul 15 Einwohner. 1845 hatte der Hof 25 katholische Einwohner in vier Häusern. 1888 gab es 14 Bewohner in fünf Häusern.
1910 wohnten in Kaule die Witwe Heinrich Klein, der Ackerer Wilhelm Klein und Ackerer Peter Wilhelm Roth.